# Pie Plant Pete and Bashful Harmonica Joe
Pie Plant Pete and Bashful Harmonica Joe war ein US-amerikanisches Country- und Old-Time-Duo. Sie wurden vor allem über das Radio in den Südstaaten sehr populär.

## Karriere

### Pie Plant Pete
Pie Plant Pete wurde am 9. Juli 1906 als Claude Moye in Shawneetown, Illinois geboren. Bereits als Kind zeigte er Interesse an Musik und lernte Gitarre sowie Mundharmonika zu spielen. Mit 20 Jahren verließ er die elterliche Farm und zog nach Chicago, in der Hoffnung, dort eine Karriere als Musiker starten zu können. Im Mai 1927 spielte er dem Radiosender WLS vor, der Pie Plant Pete als Musiker engagierte. WLS war damals ein erfolgreicher Sender, und Pete bekam die Möglichkeit, im berühmten National Barn Dance aufzutreten. In dieser Zeit machte Pete auch seine ersten Aufnahmen für Gennett Records. Spätere Songs wurden auch bei Decca Records veröffentlicht. 
Nach einigen Jahren bei WLS erhielt Pete ein Angebot von WTAM aus Cleveland, Ohio, das er annahm. Seinen Künstlernamen „Pie Plant Pete“ hatte er von den Programmdirektoren von WLS bekommen. Pete sagte später, dass er den Namen gewählt habe, weil er „schwer auszusprechen sei, man sich aber gut an ihn erinnern könne“. Seine Popularität bei WTAM stieg kontinuierlich, und CBS sendete seine Show landesweit. Zudem war er nun auch auf anderen Sendern wie WEAF in New York City zu hören.

### Bashful Harmonica Joe
Joseph „Joe“ Troyan stammte aus Pleasant City, Ohio, wo er auf einer Farm aufwuchs. Als Kind kaufte er sich seine erste Mundharmonika und als er 16 Jahre alt war, zog die Familie nach Cleveland. Dort nahm er an einem Talentwettbewerb teil und erhielt später einen eigenen Sendeplatz bei einem lokalen Radiosender. Im Mai 1932 war Joe auch für eine der ersten Fernsehübertragungen aus Cleveland engagiert.
Als das Duo Lum and Abner einen Mundharmonika-Spieler für ihre Gruppe brauchte, schloss Joe sich an und war fortan mit dem Duo in ihrer Show zu hören. Einige Zeit tourte er auch mit dem Old-Time-Star Bradley Kincaid durch den Süden.

### Gemeinsame Karriere
Im Sommer 1936 lernten sich Pete und Joe kennen. Joe hatte sich gerade ein paar Tage freigenommen, als Pete ihn bat, zusammen einige Auftritte zu spielen. Die Konzerte waren so erfolgreich, dass beide eine gemeinsame Show auf WBZ in Boston bekamen. 1938 war das Duo jeden Tag über WHAM in Rochester, New York zu hören.
Pete trat 1939 in die US Army ein, wurde aber kurze Zeit wieder entlassen, da er zu alt war. Joe wurde 1942 eingezogen und diente in der US Air Force, konnte seinen Militärdienst aber in den USA verrichten, wo er andere Soldaten mit seiner Musik unterhielt. Während dieser Zeit war er in Las Vegas stationiert und traf damalige Stars wie Gene Autry.
Nachdem Joe entlassen worden war, schloss sich das Duo wieder zusammen und trat bei WJW in Cleveland auf. Ab 1946 waren sie auch auf Tournee mit Al Hendershot, Salt & Peanuts und Slim Carter. In den folgenden Jahren reisten sie weiterhin durch den Osten und Süden der USA und machten für Process Records aus Franklin, Pennsylvania ihre ersten Schallplattenaufnahmen. Zwischen 1950 und 1954 lebte das Duo in Detroit, Michigan, wo es bei WJR zu hören war und andere Auftritte absolvierte. Joe machte 1957 für King Records unter dem Pseudonym „Bobby Grove“ Aufnahmen.
Pie Plant Pete war bis Anfang der 1970er-Jahre im Radio (WEBQ) zu hören. Er starb am 7. Februar 1988 im Alter von 81 Jahren. Bashful Harmonica Joe starb am 21. Juni 2000 im Alter von 88 Jahren.

## Werk
Im Plattengeschäft schaffte es das Duo nie, Fuß zu fassen, obwohl Pie Plant Pete Ende der 1920er-Jahre bereits eine erwähnenswerte Anzahl an Aufnahmen für Gennett und weitere Labels wie Supertone Records und Mel-O-Tone Records machte. Dagegen behauptete der Gitarren-Virtuose Les Paul, von Pete stark beeinflusst worden zu sein. Während Pete bei WLS arbeitete, war Paul noch in seinen Jugendjahren und hörte regelmäßig Radio.
Bashful Harmonica Joe wurde 1991 in Akron, Ohio in die Broadcaster’s Hall of Fame aufgenommen. Zusammen mit Pie Plant Pete gilt er als Pionier im Radiogeschäft. 2005 wurde von Cattle Records das Album Sing & Play Their Hillbilly Favorites mit den Process-Aufnahmen herausgegeben.

## Diskographie
Pie Plant Pete:
| Jahr               | Titel                                                                       | #        | Anmerkungen |
| ------------------ | --------------------------------------------------------------------------- | -------- | ----------- |
| Decca Records      |                                                                             |          |             |
|                    | I’ll Remember You Love Me In My Prayers / Goodbye My Lover, Goodbye         | 5014     |             |
|                    | Going Down The Road / Rosalee                                               | 5030     |             |
| Mel-O-Tone Records |                                                                             |          |             |
|                    | Little Mohee / The Lake of Ponchartrain                                     | 35-10-14 |             |
| Montgomery Ward    |                                                                             |          |             |
| 1929 (?)           | Hand Me Down My Walking Cane / When The Work’s All Done This Fall           | 4987     |             |
| Supertone Records  |                                                                             |          |             |
|                    | When The Work’s All Done This Fall / Boston Burglar                         | 9351     |             |
|                    | Asleep at the Switch / Ben Tucker Reel                                      | 9405     |             |
|                    | The Ocean Waves / Nutty Song                                                | 9652     |             |
|                    | Melody of Old Familiar Tunes, Part 1 / Melody of Old Familiar Tunes, Part 2 | 9667     |             |
|                    | Oh Jailer Bring Back That Key / Waiting For The Railroad Train              | 9668     |             |
|                    | Sand Will Do It / The Farmer Song                                           | 9669     |             |
|                    | You’ll Find Her with the Angels / Lighting Express                          | 9701     |             |
|                    | Roving Gambler / Good Old Turnip Greens                                     | 9712     |             |
|                    | Lakes of Ponchartrain / Little Brown Jug                                    | 9717     |             |
| Process Records    |                                                                             |          |             |
|                    | The Story Has Ended / Down By The Railroad Tracks                           | 512      |             |
|                    | You Go To Church and I’ll Go To Mine / I’m Gonna Ride That Train to Heaven  | 514      |             |
|                    | I Miss You Sweetheart / Over Yonder, Over There                             | 520      |             |
|                    | Come Back To My Heart / You Wouldn’t Know The Whitewashed Stable Now        | 521      |             |

Bashful Harmonica Joe:
| Jahr         | Titel                     | #    | Anmerkungen       |
| ------------ | ------------------------- | ---- | ----------------- |
| King Records |                           |      |                   |
| 1957         | Show Me / I Saw Her First | 5027 | als „Bobby Grove“ |

Als Duo:
| Jahr            | Titel                                                          | #   | Anmerkungen                    |
| --------------- | -------------------------------------------------------------- | --- | ------------------------------ |
| Process Records |                                                                |     |                                |
| 1946            | The Rooster Serenade / My Blue Skies Have Turned To Grey Skies | 508 |                                |
|                 | Boy, Am I Glad / I’m Going To Take My Linda Home To Stay       | 509 |                                |
|                 | That Mother-In-Law / Goodbye My Lover, Goodbye                 | 513 | A-Seite nur von Pie Plant Pete |
|                 | Winding / Tritzem Yodel                                        | 515 |                                |
|                 | Gonna Have a Big Time Tonight / Railroad Blues-Barnyard Blues  | 516 | A-Seite nur von Pie Plant Pete |
|                 | Shadows of Night / Bury Me Beneath The Willow                  | 522 | A-Seite nur von Pie Plant Pete |